# Liste de nombres
 (juillet 2012).
Ceci est une liste d'articles concernant les nombres. La liste des nombres dits remarquables est ici. 

## Nombres rationnels

### Entiers naturels
| 0                                                                                         | 1   | 2   | 3   | 4   | 5   | 6   | 7   | 8   | 9   |
| 10                                                                                        | 11  | 12  | 13  | 14  | 15  | 16  | 17  | 18  | 19  |
| 20                                                                                        | 21  | 22  | 23  | 24  | 25  | 26  | 27  | 28  | 29  |
| 30                                                                                        | 31  | 32  | 33  | 34  | 35  | 36  | 37  | 38  | 39  |
| 40                                                                                        | 41  | 42  | 43  | 44  | 45  | 46  | 47  | 48  | 49  |
| 50                                                                                        | 51  | 52  | 53  | 54  | 55  | 56  | 57  | 58  | 59  |
| 60                                                                                        | 61  | 62  | 63  | 64  | 65  | 66  | 67  | 68  | 69  |
| 70                                                                                        | 71  | 72  | 73  | 74  | 75  | 76  | 77  | 78  | 79  |
| 80                                                                                        | 81  | 82  | 83  | 84  | 85  | 86  | 87  | 88  | 89  |
| 90                                                                                        | 91  | 92  | 93  | 94  | 95  | 96  | 97  | 98  | 99  |
|                                                                                           |     |     |     |     |     |     |     |     |     |
| 100                                                                                       | 101 | 102 | 103 | 104 | 105 | 106 | 107 | 108 | 109 |
| 110                                                                                       | 111 | 112 | 113 | 114 | 115 | 116 | 117 | 118 | 119 |
| 120                                                                                       | 121 | 122 | 123 | 124 | 125 | 126 | 127 | 128 | 129 |
| 130                                                                                       | 131 | 132 | 133 | 134 | 135 | 136 | 137 | 138 | 139 |
| 140                                                                                       | 141 | 142 | 143 | 144 | 145 | 146 | 147 | 148 | 149 |
| 150                                                                                       | 151 | 152 | 153 | 154 | 155 | 156 | 157 | 158 | 159 |
| 160                                                                                       | 161 | 162 | 163 | 164 | 165 | 166 | 167 | 168 | 169 |
| 170                                                                                       | 171 | 172 | 173 | 174 | 175 | 176 | 177 | 178 | 179 |
| 180                                                                                       | 181 | 182 | 183 | 184 | 185 | 186 | 187 | 188 | 189 |
| 190                                                                                       | 191 | 192 | 193 | 194 | 195 | 196 | 197 | 198 | 199 |
|                                                                                           |     |     |     |     |     |     |     |     |     |
| 200                                                                                       | 210 | 220 | 230 | 240 |     |     |     |     |     |
| 300                                                                                       | 310 |     |     |     |     |     |     |     |     |
|                                                                                           |     |     |     |     |     |     |     |     |     |
| 1 000                                                                                     |     |     |     |     |     |     |     |     |     |
| 10 000                                                                                    |     |     |     |     |     |     |     |     |     |
| 100 000                                                                                   |     |     |     |     |     |     |     |     |     |
| 1 000 000                                                                                 |     |     |     |     |     |     |     |     |     |
|                                                                                           |     |     |     |     |     |     |     |     |     |
| Les autres nombres non individualisés sont traités dans les suites de la section suivante |     |     |     |     |     |     |     |     |     |
|                                                                                           |     |     |     |     |     |     |     |     |     |

### Suites d'entiers naturels
- nombres 0 à 99
  - 0, 1, 2, 3, 4, 5, 6, 7, 8, 9
  - 10, 11, 12, 13, 14, 15, 16, 17, 18, 19
  - 20, 21, 22, 23, 24, 25, 26, 27, 28, 29
  - 30, 31, 32, 33, 34, 35, 36, 37, 38, 39
  - 40, 41, 42, 43, 44, 45, 46, 47, 48, 49
  - 50, 51, 52, 53, 54, 55, 56, 57, 58, 59
  - 60, 61, 62, 63, 64, 65, 66, 67, 68, 69
  - 70, 71, 72, 73, 74, 75, 76, 77, 78, 79
  - 80, 81, 82, 83, 84, 85, 86, 87, 88, 89
  - 90, 91, 92, 93, 94, 95, 96, 97, 98, 99
- nombres 100 à 199
  - 100, 101, 102, 103, 104, 105, 106, 107, 108, 109
  - 110, 111, 112, 113, 114, 115, 116, 117, 118, 119
  - 120, 121, 122, 123, 124, 125, 126, 127, 128, 129
  - 130, 131, 132, 133, 134, 135, 136, 137, 138, 139
  - 140, 141, 142, 143, 144, 145, 146, 147, 148, 149
  - 150, 151, 152, 153, 154, 155, 156, 157, 158, 159
  - 160, 161, 162, 163, 164, 165, 166, 167, 168, 169
  - 170, 171, 172, 173, 174, 175, 176, 177, 178, 179
  - 180, 181, 182, 183, 184, 185, 186, 187, 188, 189
  - 190, 191, 192, 193, 194, 195, 196, 197, 198, 199
- nombres 200 à 299
  - 200, 201, 202, 203, 204, 205, 206, 207, 208, 209
  - 210, 211, 212, 213, 214, 215, 216, 217, 218, 219
  - 220, 221, 222, 223, 224, 225, 226, 227, 228, 229
  - 230, 231, 232, 233, 234, 235, 236, 237, 238, 239
  - 240, 241, 242, 243, 244, 245, 246, 247, 248, 249
  - 250, 251, 252, 253, 254, 255, 256, 257, 258, 259
  - nombres 260 à 269
  - nombres 270 à 279
  - nombres 280 à 289
  - nombres 290 à 299

- nombres 300 à 399
  - nombres 300 à 309
  - nombres 310 à 319
  - nombres 320 à 329
  - nombres 330 à 339
  - nombres 340 à 349
  - nombres 350 à 359
  - nombres 360 à 369
  - nombres 370 à 379
  - nombres 380 à 389
  - nombres 390 à 399

- nombres 400 et plus
  - nombres 400 à 499
  - nombres 500 à 599
  - nombres 600 à 699
  - nombres 700 à 799
  - nombres 800 à 899
  - nombres 900 à 999
  - nombres 1 000 à 1 999
  - nombres 2 000 à 2 999
  - nombres 3 000 à 3 999
  - nombres 4 000 à 4 999
  - nombres 5 000 à 5 999
  - nombres 6 000 à 6 999
  - nombres 7 000 à 7 999
  - nombres 8 000 à 8 999
  - nombres 9 000 à 9 999
  - nombres 10 000 à 99 999
  - nombres 100 000 à 999 999
  - nombres 1 000 000 à 9 999 999
  - nombres 10 000 000 à 99 999 999
  - nombres 100 000 000 à 999 999 999
  - nombres 1 000 000 000 à 9 999 999 999
  - nombres 10 000 000 000 à 99 999 999 999
  - nombres 100 000 000 000 à 999 999 999 999

### Puissances de dix
| 10^-20 | 1 E-19 | 1 E-18 | 1 E-17 | 1 E-16 | 1 E-15 | 1 E-14 | 1 E-13 | 1 E-12 | 1 E-11 |
| 1 E-10 | 1 E-9  | 1 E-8  | 1 E-7  | 1 E-6  | 1 E-5  | 1 E-4  | 1 E-3  | 1 E-2  | 1 E-1  |
| 1 E0   | 1 E1   | 1 E2   | 1 E3   | 1 E4   | 1 E5   | 1 E6   | 1 E7   | 1 E8   | 1 E9   |
| 1 E10  | 1 E11  | 1 E12  | 1 E13  | 1 E14  | 1 E15  | 1 E16  | 1 E17  | 1 E18  | 1 E19  |
| 1 E20  | 1 E21  | 1 E22  | 1 E23  | 1 E24  | 1 E25  | 1 E26  | 1 E27  | 1 E28  | 1 E29  |

### Entiers relatifs

#### Entiers nommés
- Nombre de Graham
- Nombre de Shannon
- Nombre de Hardy-Ramanujan
- Nombre de Skewes
- Nombre Mega et Megiston de Steinhaus, nombre de Moser (en)
- Nombre de la Bête
- Nombre de Rayo

### Nombres cardinaux
Cette table montre des exemples de nombres cardinaux pour la langue française. Le nom principal indiqué est celui communément utilisé en France. D'autres pays francophones utilisent des noms différents pour certains nombres, mentionnés également dans la table.
| Valeur    | Nom                   | Noms alternatifs              |
| --------- | --------------------- | ----------------------------- |
| 70        | soixante-dix          | septante                      |
| 71        | soixante et onze      | septante et un                |
| 72        | soixante-douze        | septante-deux                 |
| 79        | soixante-dix-neuf     | septante-neuf                 |
| 80        | quatre-vingts         | huitante, octante             |
| 81        | quatre-vingt-un       | huitante et un, octante et un |
| 82        | quatre-vingt-deux     | huitante-deux, octante-deux   |
| 89        | quatre-vingt-neuf     | huitante-neuf, octante-neuf   |
| 90        | quatre-vingt-dix      | nonante                       |
| 91        | quatre-vingt-onze     | nonante-et-un                 |
| 92        | quatre-vingt-douze    | nonante-deux                  |
| 99        | quatre-vingt-dix-neuf | nonante-neuf                  |
| 120       | cent vingt            | six-vingts                    |
| 300       | trois cents           | quinze-vingts                 |
| 1 001     | mille un              | mil un (année), mille et une  |
| 1 100     | mille cent            | onze cents                    |
| 1 101     | mille cent un         | onze cent un                  |
| 1 200     | mille deux cents      | douze cents                   |
| 1 300     | mille trois cents     | treize cents                  |
| 1 400     | mille quatre cents    | quatorze cents                |
| 1 500     | mille cinq cents      | quinze cents                  |
| 1 600     | mille six cents       | seize cents                   |
| 1 700     | mille sept cents      | dix-sept cents                |
| 1 800     | mille huit cents      | dix-huit cents                |
| 1 900     | mille neuf cents      | dix-neuf cents                |
| 2 000     | deux mille            | deux mil (année)              |
| 2 001     | deux mille un         | deux mil un (année)           |
| 1 000 000 | un million            |                               |

### Nombres parfaits
Un nombre parfait est défini comme un nombre entier qui est la somme de ses propres diviseurs positifs, à l'exception de lui-même.
Les huit premiers nombres parfaits :
| 1e | 6                         |
| 2e | 28                        |
| 3e | 496                       |
| 4e | 8 128                     |
| 5e | 33 550 336                |
| 6e | 8 589 869 056             |
| 7e | 137 438 691 328           |
| 8e | 2 305 843 008 139 952 128 |

### Nombres rationnels
Voici une table de noms français pour les nombres rationnels positifs inférieurs à 1. Elle liste aussi des noms alternatifs, mais il n'existe pas de convention pour les noms des nombres positifs extrêmement petits.
Il faut garder à l'esprit que les nombres rationnels comme 0,12 peuvent être représentés de plusieurs manières, c'est-à-dire vingt-quatre deux centièmes {\displaystyle \left({24 \over 200}\right)}, douze centièmes {\displaystyle \left({12 \over 100}\right)}, six cinquantièmes {\displaystyle \left({6 \over 50}\right)}, trois vingt-cinquièmes {\displaystyle \left({3 \over 25}\right)}, zéro virgule douze (0,12), et douze pour cent (12 %).
| Valeur | Fraction                      | Noms communs                                                                          | Noms alternatifs   |
| --- | ----------------------------- | ------------------------------------------------------------------------------------- | ------------------ |
| 1 | {\displaystyle 1 \over 1}     | Un                                                                                    |                    |
| 0,9 | {\displaystyle 9 \over 10}    | Neuf dixièmes, zéro virgule neuf                                                      | 90 %               |
| 0,8 | {\displaystyle 4 \over 5}     | Quatre cinquièmes, huit dixièmes, zéro virgule huit                                   | 80 %               |
| 0,7 | {\displaystyle 7 \over 10}    | Sept dixièmes, zéro virgule sept                                                      | 70 %               |
| 0,6 | {\displaystyle 3 \over 5}     | Trois cinquièmes, six dixièmes, zéro virgule six                                      | 60 %               |
| 0,5 | {\displaystyle 1 \over 2}     | Un demi, cinq dixièmes, zéro virgule cinq                                             | 50 %               |
| 0,4 | {\displaystyle 2 \over 5}     | Deux cinquièmes, quatre dixièmes, zéro virgule quatre                                 | 40 %               |
| 0,333 333 3... | {\displaystyle 1 \over 3}     | Un tiers                                                                              |                    |
| 0,3 | {\displaystyle 3 \over 10}    | Trois dixièmes, zéro virgule trois                                                    | 30 %               |
| 0,25 | {\displaystyle 1 \over 4}     | Un quart, vingt-cinq centièmes, zéro virgule vingt-cinq                               | 25 %               |
| 0,2 | {\displaystyle 1 \over 5}     | Un cinquième, deux dixièmes, zéro virgule deux                                        | 20 %               |
| 0,166 666 66... | {\displaystyle 1 \over 6}     | Un sixième                                                                            |                    |
| 0,142 857 142 857... | {\displaystyle 1 \over 7}     | Un septième                                                                           |                    |
| 0,141 592 920 353 982 300 884 955 752 212 389 380 530 973 451 327 433 628 318 584 070 796 460 176 991 150 442 477 876 106 194 690 265 486 725 663 716 8 (141 592)... | {\displaystyle 16 \over 113}  | Seize cent treizièmes                                                                 |                    |
| 0,125 | {\displaystyle 1 \over 8}     | Un huitième, cent vingt-cinq millièmes, zéro virgule cent vingt-cinq                  | 12,5 %             |
| 0.111 111 1... | {\displaystyle 1 \over 9}     | Un neuvième                                                                           |                    |
| 0,1 | {\displaystyle 1 \over 10}    | Un dixième, zéro virgule un                                                           | 10 %               |
| 0,090 909 090... | {\displaystyle 1 \over 11}    | Un onzième                                                                            |                    |
| 0,09 | {\displaystyle 9 \over 100}   | Neuf centièmes, zéro virgule zéro neuf                                                | 9 %                |
| 0,083 333 333... | {\displaystyle 1 \over 12}    | Un douzième                                                                           |                    |
| 0,08 | {\displaystyle 2 \over 25}    | Deux vingt-cinquièmes, huit centièmes, zéro virgule zéro huit                         | 8 %                |
| 0,0625 | {\displaystyle 1 \over 16}    | Un seizième, six cent vingt-cinq dix millièmes, zéro virgule zéro six cent vingt-cinq | 6,25 %             |
| 0,05 | {\displaystyle 1 \over 20}    | Un vingtième, zéro virgule zéro cinq                                                  | 5 %                |
| 0,047 619 047 619... | {\displaystyle 1 \over 21}    | Un vingt et unième                                                                    |                    |
| 0,045 454 545... | {\displaystyle 1 \over 22}    | Un vingt-deuxième                                                                     |                    |
| 0,043 478 260 869 565 217 3913 (043 478)... | {\displaystyle 1 \over 23}    | Un vingt-troisième                                                                    |                    |
| 0,033 333 33... | {\displaystyle 1 \over 30}    | Un trentième                                                                          |                    |
| 0,016 (666 666)... | {\displaystyle 1 \over 60}    | Un soixantième                                                                        | Une minute         |
| 0,01 | {\displaystyle 1 \over 100}   | Un centième, zéro virgule zéro un                                                     | Un pour cent       |
| 0,001 | {\displaystyle 1 \over 1000}  | Un millième, zéro virgule zéro zéro un                                                | Un pour mille      |
| 0,000 27 (777 777)... | {\displaystyle 1 \over 3600}  | Un trois mille six centièmes[réf. nécessaire]                                         | Une seconde        |
| 0,000 1 | {\displaystyle 1 \over 10000} | Un dix-millième, zéro virgule zéro zéro zéro un                                       | Un pour dix mille  |
| 0,000 01 | {\displaystyle 10^{-5}\,}     | Un cent-millième                                                                      | Un pour cent mille |
| 0,000 001 | {\displaystyle 10^{-6}\,}     | Un millionième                                                                        |                    |
| 0,000 000 1 | {\displaystyle 10^{-7}\,}     | Un dix-millionième                                                                    |                    |
| 0,000 000 01 | {\displaystyle 10^{-8}\,}     | Un cent-millionième                                                                   |                    |
| 0,000 000 001 | {\displaystyle {10}^{-9}\,}   | Un milliardième                                                                       |                    |
| 0 | {\displaystyle 0 \over 1}     | Zéro                                                                                  |                    |

## Nombres irrationnelsréels

### Nombres réelsalgébriques

#### Irrationnels quadratiques
| Expression                              | Valeur                                       | Notes                                                              |
| --------------------------------------- | -------------------------------------------- | ------------------------------------------------------------------ |
| {\displaystyle {{\sqrt {5}}-1} \over 2} | 0,618 033 988 749 894 848 204 586 834 366... | opposé du conjugué du nombre d'or inverse du nombre d'or           |
| {\displaystyle {\sqrt {2}}}             | 1,414 213 562 373 095 048 801 688 724 210... | longueur de la diagonale d'un carré de côté 1 ; racine carrée de 2 |
| {\displaystyle {{\sqrt {5}}+1} \over 2} | 1,618 033 988 749 894 848 204 586 834 366... | nombre d'or                                                        |
| {\displaystyle {\sqrt {3}}}             | 1,732 050 807 568 877 193 176 604 123 437... | hauteur d'un triangle équilatéral de côté 2 ; racine carrée de 3   |
| {\displaystyle {\sqrt {5}}}             | 2,236 067 977 499 789 805 051 477 742 381... | racine carrée de 5                                                 |
| {\displaystyle {\sqrt {2}}+1}           | 2,414 213 562 373 095 048 801 688 724 210... | nombre d'argent                                                    |
| {\displaystyle {\sqrt {6}}}             | 2,449 489 742 783 177 881 335 632 264 381... |                                                                    |
| {\displaystyle {\sqrt {7}}}             | 2,645 751 311 064 590 716 171 096 573 817... |                                                                    |
| {\displaystyle {\sqrt {8}}}             | 2,828 427 124 746 190 290 949 243 717 478... |                                                                    |
| {\displaystyle {\sqrt {10}}}            | 3,162 277 660 168 379 522 787 063 251 599... |                                                                    |

#### Réels algébriques de degré > 2
- Racine cubique de 2

### Nombres réelstranscendants
- Constante de Néper ou nombre d'Euler : e = 2,718 281 828 459 045 235 360 287 471 353 ...
- Constante de Khinchin-Lévy : 1,186 569 110 4[2]...
- pi : π = 3,141 592 653 589 793 238 462 643 383 279 ...

et ceux suspectés transcendants :
- Constante d'Euler-Mascheroni : γ = 0,577 215 664 901 532 860 606 512 090 082 ...
- Constante de Gauss-Kuzmin-Wirsing : 0,303 663 002 9...Gauss-Kuzmin-Wirsing Constant -- from Wolfram MathWorld
- Limite de Laplace : ε = 0,662 743 419 3...Laplace Limit -- from Wolfram MathWorld
- Constante de Khinchin : 2,685 452 001...Khinchin's Constant -- from Wolfram MathWorld
- Constantes de Feigenbaum : δ = 4,6692... et α = 2,5029...

## Nombres hypercomplexes

### Nombres complexesalgébriques
- Unité imaginaire : i 2 = -1

### Autres nombres hypercomplexes
- Les quaternions
- Les octonions
- Les sédénions

## Nombres représentant des quantités mesurées
- Nombre d'Avogadro : NA = 6,022 141 29(27) × 1023 mol−1

## Quelquesnombres transfinis
- Infini en général : {\displaystyle \infty }
- Cardinal de l'ensemble des entiers naturels : {\displaystyle \omega }, également noté {\displaystyle \aleph _{0}} (aleph-zéro) dans la théorie ZF.
- Aleph-un : {\displaystyle \aleph _{1}}
- Cardinal de l'ensemble des nombres réels, ou puissance du continu : {\displaystyle {\mathfrak {c}}}, noté {\displaystyle \beth _{1}} (beth-un) dans la théorie ZF.
{\displaystyle \beth _{1}=2^{\aleph _{0}}} et, si on accepte l'hypothèse du continu, {\displaystyle \beth _{1}=\aleph _{1}}
- Autres nombres surréels, nombres ordinaux, et nombres cardinaux

## Bases numériques
- base φ (base phi ou base d’or)
- Système unaire
- base 2 (système binaire)
- base 3 (système trinaire ou ternaire)
- base 4 (système quaternaire)
- base 5 (système quinaire)
- base 6 (système sénaire)
- base 8 (système octal)
- base 9 (système nonaire)
- base 10 (système décimal)
- base 12 (système duodécimal)
- base 16 (système hexadécimal)
- base bibi-binaire (similaire au système hexadécimal)
- base 20 (système vigésimal)
- base 30 (système trigésimal)
- base 60 (système sexagésimal)
- base 64 (système quattuorsexagésimal)

## Nombres sans valeur fixée
- Nombre à virgule flottante en informatique.
- Nombres indéfinis ou fictifs (en)

## Note
1. ↑  Ainsi dit Frosine dans l'Avare de Molière à Harpagon en le flattant sur sa longévité : « Par ma foi, je disais cent ans, mais vous passerez les six-vingts. », acte II, scène 5.
2. ↑  (en) Wolfram Alpha, « Khinchin-Lévy Constant »